# Wladimir Wassiljewitsch Menner
Wladimir Wassiljewitsch Menner (russisch Владимир Васильевич Меннер; * 11. November 1905 in Schazk (Russland); † 6. Januar 1989 in Moskau) war ein sowjetischer Paläontologe und Geologe deutscher Abstammung.
Menner machte 1927 seinen Abschluss an der Lomonossow-Universität und arbeitete danach bis 1929 in der Moskauer Abteilung des staatlichen Geologischen Komitees. Ab 1929 war er Assistent an der Bergakademie in Moskau und von 1930 bis 1965 war er Dekan der Fakultät für Geologie und Leiter der Abteilung Paläontologie (und Stratigraphie) am Moskauer Institut für Geologie der Akademie der Wissenschaften. Seit 1965 war er Leiter der Abteilung für Paläontologie der Lomonossow-Universität.
Er war zu Feldforschungen unter anderem auf der Krim, im Nordkaukasus, im Nordural, Baschkirien, Sibirien und Kamtschatka. Menner veröffentlichte unter anderem über Belemniten, fossile Fische, Ichthyosaurier und Plesiosaurier. Er grub schon als Student Ichthyosaurier bei Moskau aus und fossile Elefanten in Grosny im Kaukasus. Danach befasste er sich mit der Stratigraphie und Fischfauna des Tertiärs insbesondere auf der Krim, im Kaukasus und Kasachstan und 1930 bis 1934 insbesondere mit der Stratigraphie der durch Öl- und Gaslagerstätten bekannten Maikop-Formation auf der östlichen Krim. 1936 bis 1938 leitete er Expeditionen der Russischen Akademie der Wissenschaften nach Sotschi auf der Suche nach Mineralwasserquellen. In den 1940er Jahren unternahm er Expeditionen zur Erkundung ölführender Schichten im Uralgebiet, was auch zu einer ersten tektonischen Karte des Nordural führte. 1956 bis 1960 leitete er eine große geologische Expedition in die Kamtschatka-Region. Ab den 1950er Jahren befasste er sich vor allem mit Stratigraphie und stratigraphischen Korrelationen von Schichten über das ganze Gebiet der Sowjetunion. Ab 1955 war er stellvertretender Leiter des nationalen sowjetischen Stratigraphie-Komitees. Ende der 1950er Jahre war er auch ein Pionier der Biostratigraphie des Präkambriums, worüber er auf den Internationalen Geologischen Kongressen in Kopenhagen und New Delhi vortrug.
Er war Mitglied der Sowjetischen Akademie der Wissenschaften (volles Mitglied 1966). 1985 wurde er korrespondierendes Mitglied der Paläontologischen Gesellschaft. Er war Mitglied der Geological Society of London und der französischen geologischen Gesellschaft.
1968 bis 1972 war er Präsident der IUGS (International Union of Geological Sciences) Kommission für Stratigraphie und war 1972 bis 1979 Präsident der Unterkommission für das Paläogen. 1976 bis 1984 war er Vizepräsident der IUGS. 1951 erhielt er den S. M. Kirow Preis der Sowjetischen Akademie der Wissenschaften.
Er erhielt zahlreiche staatliche Auszeichnungen: den Leninorden, den Orden des Roten Banners der Arbeit und andere.